# Toolroom Records
Toolroom Records est un label discographique de musique électronique créé en 2003, considéré comme l'un des plus grands de la scène dance, house et tech house actuelle.
Mark Knight, Basement Jaxx, Hardwell (à ses débuts) ou encore Weiss (UK) ont signé à plusieurs reprises sur le label britannique.
En 2021, un nouveau morceau est sorti de Gang Bangsta et Timur Muhamatgaliev appelé Pothig
12 singles se hissèrent à la 1re place du top 100 sur Beatport, dernier en date : Suga de Technasia et Green Velvet.